# HD36484
HD36484 — хімічно пекулярна зоря спектрального класу A1, що має видиму зоряну величину в смузі V приблизно  6,5.
Вона  розташована на відстані близько 297,0 світлових років від Сонця.